# Sandro Cois
Sandro Cois (Fossano, 1972. június 9. –) korábbi olasz válogatott labdarúgó, középpályás.

## Karrierje
Pályafutását 1988-ban kezdte a Torino csapatában. Egy évvel később, egy szezon erejéig a csapat kölcsönadta az ötödosztályú Saviglianesének. Egy év után visszatért a Torinóhoz, és egészen 1994-ig itt szerepelt. Legnagyobb sikere a klubbal az 1993-as kupagyőzelem volt.
1994-től nyolc évig a Fiorentina játékosa volt. Átigazolásának díja 4,5 milliárd líra volt. A firenzei csapat ottléte alatt két kupagyőzelmet szerzett. Cois jól kiszolgálta a Fiorentina legnagyobb sztárjait, Rui Costát és Domenico Morfeót. A társak kiszolgálása mellett ő maga hét gólt szerzett.
A 2002-2003-as szezont a Sampdoriánál töltötte, a szezon felénél kölcsönadták a Piacenzának. 2003 nyarán, mindössze 31 évesen a visszavonulás mellett döntött.
1998-ban Szlovákia ellen a válogatottban is bemutatkozhatott. Bár tagja volt az 1998-as vb-re utazó keretnek, végül egyetlen mérkőzésen sem lépett pályára. Karrierjét összesen három válogatott-fellépéssel zárta.

## Sikerei, díjai
- Torino:
  - Kupagyőztes: 1992-93
  - Mitropa-kupa: 1991
- Fiorentina:
  - Kupagyőztes: 1995-96, 2000-01
  - Szuperkupa-győztes: 1996

## Külső hivatkozások
- FIGC.it
- tuttocalciatori.it